# سالخاک توکا
سالخاک کلبخخورکویچ توکا (به انگلیسی: Salchak Kalbakkhorekovich Toka) (زادهٔ ۱۵ دسامبر ۱۹۰۱ – درگذشته ۱۱ مه ۱۹۷۳) یک سیاستمدار اهل تووا بود. او از ۱ نوامبر ۱۹۴۴ تا هنگام مرگش در ۱۱ مه ۱۹۷۳ دبیرکل حزب کمونیست تووا بود. وی همچنین رهبر عالی جمهوری خلق تووا از سال ۱۹۳۲ تا زمان پیوستنش به شوروی در سال ۱۹۴۴ بود. همسرش خرتک آنچیما-توکا نیز از سال ۱۹۴۰ تا ۱۹۴۴ رئیس‌جمهور این جمهوری بود.